# 行政主廚

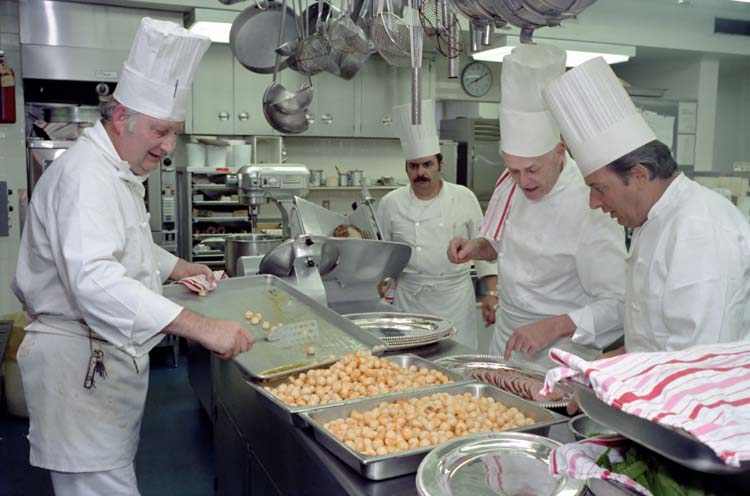
1981年白宮行政主廚（右二）正在指導其他廚師

行政主廚或行政總廚（英語：Executive chef）指一種大型餐廳或餐飲集團的職稱，為主廚地位的上一等，還參與公司的經營事務甚至入股，可說是具有主廚資格的經理人。
通常行政主廚比一般大廚多擁有的權利如下
- 制定菜單權
- 人事權主導或參與
- 控制食品制造支出（也是責任之一）和選擇原材供應商。
- 主管會議列席
- 外場調配
- 與侍酒師合作（或一人包辦）推出食品和酒品搭配套餐。